# Ophthalmis fenestrata
Ophthalmis fenestrata là một loài bướm đêm trong họ Noctuidae.